# Semitogea madagascola
Semitogea madagascola är en stekelart som först beskrevs av Heinrich 1938.  Semitogea madagascola ingår i släktet Semitogea och familjen brokparasitsteklar. Inga underarter finns listade i Catalogue of Life.